# 牛尾鋭之助
牛尾 鋭之助（うしお えいのすけ、1926年10月3日 - ）は、日本の実業家。

## 経歴
牛尾卯三の三男として福岡県に生まれる。1945年福岡県中学修猷館（第5学年卒業）を経て、1951年東京大学経済学部商業学科（現・経営学科）を卒業。
1951年三菱銀行に入行。茨木支店長、池袋支店長、経営相談所長、本店営業第一部長などを経て、1981年6月取締役に就任。同年7月日本橋支店長、1983年1月地方監督役となる。
1983年3月三菱油化（現・三菱ケミカル）常務となり、1988年3月専務に就任。1990年6月営業総括兼関連事業部担当となる。
1992年6月三菱油化ビーシーエル（現・LSIメディエンス）社長に就任。1994年6月会長、1996年6月相談役となる。